# 生物濾過
生物濾過（せいぶつろか）とは、アクアリウムにおける水質浄化過程のうち、生体に悪影響を与える汚染物質を生物学的原理に基づいて除去することをいう。
多くの場合、生物濾過は主要な役割を期待され、閉鎖水系に蓄積される生体の代謝物、特にアンモニア、亜硝酸イオン、硝酸イオンを硝化細菌や脱窒細菌、光合成細菌、あるいは水草・海藻により低害化・無害化を図る。
古くから水槽内の魚類を長期間飼育するには水草などの植物や砂利、そしてエアレーションが必須的であることが知られていた。現在では家庭用アクアリウム用途としても多種多様な濾過装置が開発、販売されているが、その多くは主に上記硝化細菌の活着・繁殖を目的とした生物濾過装置といえ、水槽の立ち上がり(新規水槽内が生態的に安定化し、魚類などが問題なく飼育可能になること)はこの硝化細菌群をいかに増殖させるかに掛かっていると言って良い。
硝化細菌の培地(＝濾材)としてセラミックス、グラスウール、砂利、サンゴ砂、植物片など様々な素材が使用され、その全ては『硝化細菌の活着可能な面積の拡大』と『微細化に伴う水流停滞の防止』、『高寿命』を念頭に独特の形状が試されている。硝化細菌は好気性であり、その濾過活動には多くの酸素を必要とするため濾材の目詰まりに弱く、飼育水自体の溶存酸素量にも注意したい。
近年では生物工学に基づく培地開発の他、硝化細菌自体を休眠、高濃度化した商品も存在する。
硝化細菌以外として脱窒細菌という嫌気性細菌の一群を積極的に利用するシステムもある。硝化細菌に頼った場合、魚類の排泄物は硝酸までしか変換できず、これを水草などに吸収させる以外は換水という煩わしい手法に頼るしかなかったが、脱窒細菌はこれら含窒素有害物を窒素単体(窒素ガス)にまで還元する能力があり、適切に運用される限り換水の手間を大幅に低減することが可能である。
脱窒細菌を増殖させるには嫌気的・還元的雰囲気が必要であり、底砂を非常に厚く敷くなど従来のアクアリウムとは異なる工夫が必要。現在ではそれを主目的とした水槽、濾過装置も市販されているし、脱窒細菌による濾過を最大限に活用した例としてモナコ式やベルリン式などのリーフアクアリウムが挙げられる。
また、光合成細菌(PSB)を水槽内に添加する手法も比較的古くからある。
以上は細菌による生物濾過について述べたが、水槽内に水草や海藻を積極的に栽培し、これを定期的に収穫・除去することにより水質安定化を図るものもある。しかしこの手法は比較的難易度が高い。
また、エビやヤドカリ、ナマコ、二枚貝、ゴカイなどのベントスを利用するのも一種の生物濾過といって良いだろう。エビなどの甲殻類は魚類の糞や食べ残しの餌、さらには魚類の死骸をも活発に食し、その腐敗による汚染を未然に防ぐ性質があるし、二枚貝は多くの溶存有機物を吸収・濾過し、自然界でも干潟のような環境での富栄養化を防ぐ役割が知られている。ナマコやゴカイは陸上の土壌におけるミミズのように、有機物を分解するばかりか底砂を攪拌し、底砂に棲息する硝化細菌に豊富な酸素を提供する役割を担う。
アクアリウムを一種の生態系再現系として考えるならば、生物濾過はその最も重要な要素であると言っていい。